# Постников, Андрей Михайлович
Андрей Михайлович Постников (1835—1900) — русский купец и предприниматель, коллекционер.

## Биография
Родился в 1835 (по другим данным в 1830) году в Москве семье купца Михаила Алексеевича Постникова.
Купец 2-й гильдии с 1865 года, Андрей Михайлович Постников в 1868 году, когда его отец уже умер, открыл при своём доме фабрику изделий из бронзы, серебра и золота. Его производство начиналось с 50 работников, имея один токарный станок, одну давильную машину, две машины для гильоширования, а также плавильный горн и кузнечный мех. К 1870 году годовой оборот предприятия Постникова составлял 250 000 рублей; к этому времени была построена кузница, столярная и модельная мастерские.
В 1870 году при фабрике была открыта специальная школа по подготовке мастеров-ювелиров, покровителем которой был Великий князь Сергей Александрович, сын Александра II. С этого же года он был участником Всероссийских и международных выставок. В 1877 году предприятие Постникова получило почетное звание поставщика Высочайшего двора, Двора Великого князя Владимира Александровича и великой княгини Марии Павловны, а также Английского королевского дома. К 1882 году на предприятии работало около 150 работников, а годовой оборот был до 500 000 рублей.
В начале 1880-х годов Постников купил за Тверской Заставой участок земли, где построил новые здания современно оборудованной фабрики. В 1886 году на базе его предприятия было организовано «Товарищество фабрики металлических изделий А. М. Постникова», просуществовавшее до 1917 года, которым после смерти Андрея Михайловича руководили его сыновья — Дмитрий и Алексей. Впоследствии здание (ныне дом № 19 по Ленинградскому проспекту) было надстроено несколькими этажами и преобразовано в жилой дом.
Умер Андрей Михайлович Постников в Москве в 1900 году (по другим данным в 1901 году). Был награжден орденами и медалями Российской империи.
В Российском государственном историческом архиве имеются документы, относящиеся к А. М. Постникову.

## Выставки и награды

Буклет фабрики Постникова на выставке в Москве в 1882 году: в центре вверху − здание фабрики, в центре внизу − мастерские

Предприятие Андрея Михайловича Постникова участвовало во многих выставках и получило значительное количество наград. На Всероссийской мануфактурной выставке в Санкт-Петербурге 1870 года оно было удостоено бронзовой медали за церковную утварь из серебра. В 1872 году на Политехнической выставке в Москве, в 1873 году на Всемирной выставке в Вене и в 1876 году на Всемирной выставке в Филадельфии предприятие получило высшие награды. 
На выставках Постников представлял серебряные кабинетные вещи, столовые приборы (сервизы, ковши, чарки, чаши, кружки, корзины для хлеба и др.), а также принадлежности православного богослужения. На Всероссийской художественно-промышленной выставке в Москве 1882 года в экспозиции его фабрики были представлены паникадила, кресты, евангелия, образы, а также другие серебряные, золотые и бронзовые предметы — вазы, солонки, шкатулки.